# Alada
Alada (Alada Empresa de Transportes Aéreos) es una aerolínea con base en Luanda, Angola. Fue fundada en 1995 y proporciona vuelos chárter de pasajeros y carga en Angola y otras partes de África. Su base principal es el Aeropuerto Quatro de Fevereiro, Luanda.

## Flota
En junio de 2011, la flota de Alada incluye las siguientes aeronaves:
- 1 Antonov An-12
- 2 Antonov An-32
- 2 Ilyushin Il-18